# Wereldbeker schaatsen 1990/1991
De wereldbeker schaatsen 1990/1991 was een internationale schaatscompetitie verspreid over het schaatsseizoen 1990–1991. Het was de derde editie van de World Cup die bestaat uit een aantal schaatswedstrijden op verschillende afstanden die gedurende de winterperiode worden gehouden op verschillende schaatsbanen. Per worldcupwedstrijd kan een schaatser punten verdienen en aan het eind van de cyclus is de winnaar die schaatser die in het eindklassement bovenaan staat.

## Kalender
| Plaats                     | Datum                 | 500m | 1000m | 1500m | 3km/5km | 5km/10km |
| -------------------------- | --------------------- | ---- | ----- | ----- | ------- | -------- |
| Berlijn (Hohenschönhausen) | 24–25 november 1990*  | 1x   | 1x    | 1x    | 1x      |          |
| Heerenveen                 | 1–2 december 1990**   | 2x   | 1x    | 1x    | 1x      |          |
| Calgary                    | 8–9 december 1990     |      |       | 1x    | 1x      |          |
| Asama                      | 8–9 december 1990     | 2x   | 2x    |       |         |          |
| Karuizawa                  | 15–16 december 1990   | 2x   | 2x    |       |         |          |
| Butte                      | 15–16 december 1990   |      |       | 1x    | 1x      |          |
| Davos                      | 12–13 januari 1991*   | 1x   | 1x    | 1x    | 1x      |          |
| Klobenstein                | 26 januari 1991**     | 1x   |       | 1x    |         |          |
| Innsbruck                  | 27 januari 1991**     | 1x   | 1x    |       | 1x      |          |
| Baselga di Pinè            | 9–10 februari 1991*   | 1x   | 1x    | 1x    | 1x      |          |
| Albertville                | 16–17 februari 1991** | 2x   | 1x    | 1x    | 1x      |          |
| Den Haag                   | 2–3 maart 1991*       | 2x   | 1x    | 1x    | 1x      | 1x       |
| Inzell                     | 9–10 maart 1990**     | 2x   | 1x    | 1x    | 1x      | 1x       |

* Alleen voor vrouwen
** Alleen voor mannen

## Eindklassementen mannen

### 500 meter
Eindstand na twaalf wedstrijden.
| Positie | Schaatser         | Punten |
| ------- | ----------------- | ------ |
| Goud    | Uwe-Jens Mey      | 208    |
| Zilver  | Yasunori Miyabe   | 204    |
| Brons   | Toshiyuki Kuroiwa | 186    |
| 4       | Andrej Bachvalov  | 143    |
| 5       | Igor Zjelezovski  | 132    |
| 6       | Yasushi Kuroiwa   | 127    |
| 7       | Sean Ireland      | 119    |
| 8       | Dan Jansen        | 116    |
| 9       | Jegal Sung-yeol   | 114    |
| 10      | Satoru Kuroiwa    | 96     |

### 1000 meter
Eindstand na negen wedstrijden.
| Positie | Schaatser         | Punten |
| ------- | ----------------- | ------ |
| Goud    | Igor Zjelezovski  | 142    |
| Zilver  | Toshiyuki Kuroiwa | 120    |
| Brons   | Aleksandr Klimov  | 94     |
| 4       | Olaf Zinke        | 93     |
| 5       | Nick Thometz      | 89     |
| 6       | Uwe-Jens Mey      | 85     |
| 7       | Sean Ireland      | 81     |
| 8       | Andrej Bachvalov  | 70     |
| 8       | Uwe Streb         | 70     |
| 10      | Dan Jansen        | 66     |

### 1500 meter
Eindstand na zes wedstrijden.
| Positie | Schaatser          | Punten |
| ------- | ------------------ | ------ |
| Goud    | Johann Olav Koss   | 108    |
| Zilver  | Peter Adeberg      | 106    |
| Brons   | Markus Tröger      | 82     |
| 4       | Leo Visser         | 81     |
| 5       | Ådne Søndrål       | 80     |
| 6       | Ben van der Burg   | 76     |
| 7       | Roberto Sighel     | 69     |
| 8       | Danny Kah          | 65     |
| 9       | Tomas Gustafson    | 63     |
| 10      | Michael Hadschieff | 57     |

### 5000 & 10.000 meter
Eindstand na zeven wedstrijden (zes keer 5km en één keer 10km).
| Positie | Schaatser        | Punten |
| ------- | ---------------- | ------ |
| Goud    | Johann Olav Koss | 150    |
| Zilver  | Leo Visser       | 113    |
| Brons   | Bart Veldkamp    | 112    |
| 4       | Roberto Sighel   | 101    |
| 5       | Jaromir Radke    | 94     |
| 6       | Thomas Bos       | 91     |
| 7       | Markus Tröger    | 87     |
| 8       | Ben van der Burg | 81     |
| 9       | Per Bengtsson    | 77     |
| 10      | Danny Kah        | 53     |

## Eindklassementen vrouwen

### 500 meter
Eindstand na negen wedstrijden
| Positie | Schaatsster          | Punten |
| ------- | -------------------- | ------ |
| Goud    | Kyoko Shimazaki      | 160    |
| Zilver  | Seiko Hashimoto      | 150    |
| Brons   | Bonnie Blair         | 136    |
| 4       | Ye Qiaobo            | 125    |
| 5       | Monique Garbrecht    | 112    |
| 6       | Yoko Fukazawa        | 102    |
| 7       | Christine Aaftink    | 98     |
| 8       | Susan Auch           | 96     |
| 9       | Angela Hauck-Stahnke | 85     |
| 10      | Yoo Sun-hee          | 77     |

### 1000 meter
Eindstand na acht wedstrijden.
| Positie | Schaatsster          | Punten |
| ------- | -------------------- | ------ |
| Goud    | Monique Garbrecht    | 144    |
| Zilver  | Seiko Hashimoto      | 132    |
| Brons   | Bonnie Blair         | 118    |
| 4       | Wang Xiuli           | 92     |
| 5       | Angela Hauck-Stahnke | 90     |
| 6       | Ye Qiaobo            | 86     |
| 7       | Kyoko Shimazaki      | 85     |
| 8       | Yoo Sun-hee          | 77     |
| 9       | Chihaya Tanaka       | 73     |
| 10      | Marieke Stam         | 71     |

### 1500 meter
Eindstand na zes wedstrijden.
| Positie | Schaatsster              | Punten |
| ------- | ------------------------ | ------ |
| Goud    | Gunda Kleemann           | 125    |
| Zilver  | Emese Hunyady            | 107    |
| Brons   | Yvonne van Gennip        | 100    |
| Brons   | Heike Warnicke-Schalling | 100    |
| 5       | Ulrike Adeberg           | 81     |
| 6       | Lia van Schie            | 79     |
| 7       | Elena Belci-Dal Farra    | 56     |
| 8       | Sandra Voetelink         | 53     |
| 9       | Ewa Wasilewska-Borkowska | 51     |
| 10      | Michelle Kline           | 48     |

### 3000 & 5000 meter
Eindstand na zeven wedstrijden (zes keer 3km en één keer 5km).
| Positie | Schaatsster              | Punten |
| ------- | ------------------------ | ------ |
| Goud    | Heike Warnicke-Schalling | 126    |
| Zilver  | Gunda Kleemann           | 122    |
| Brons   | Yvonne van Gennip        | 120    |
| 4       | Emese Hunyady            | 112    |
| 5       | Ulrike Adeberg           | 104    |
| 6       | Lia van Schie            | 101    |
| 7       | Elena Belci-Dal Farra    | 88     |
| 8       | Hanneke de Vries         | 85     |
| 9       | Anette Tønsberg          | 51     |
| 10      | Michelle Kline           | 44     |

1985/1986 · 
1986/1987 · 
1987/1988 · 
1988/1989 · 
1989/1990 · 
1990/1991 · 
1991/1992 · 
1992/1993 · 
1993/1994 · 
1994/1995 · 
1995/1996 · 
1996/1997 · 
1997/1998 · 
1998/1999 · 
1999/2000 · 
2000/2001 · 
2001/2002 · 
2002/2003 · 
2003/2004 · 
2004/2005 · 
2005/2006 · 
2006/2007 · 
2007/2008 · 
2008/2009 · 
2009/2010 · 
2010/2011 · 
2011/2012 · 
2012/2013 · 
2013/2014 · 
2014/2015 ·
2015/2016 ·
2016/2017 ·
2017/2018 ·
2018/2019 ·
2019/2020 ·
2020/2021 ·
2021/2022 ·
2022/2023 ·
2023/2024 ·
2024/2025